# It'z Different
It'z Different è il singolo di debutto del gruppo musicale sudcoreano Itzy, pubblicato il 12 febbraio 2019. Consiste di un doppio lato A, formato dai brani Dalla Dalla e Want It?.

## Composizione
Dalla Dalla venne scritta dal team di produttori musicali "Galactika". In questo singolo, il gruppo mostrano il loro stile distinto." Dalla "(달라?) significa "diverso" in coreano, con testi tra cui:" I ' Sono diverso dagli altri / Non provare a misurarmi secondo i tuoi standard / Amo me stesso, sono un po' 'diverso, sì / Sono diverso da te".

## Critica
Tamar Herman di Billboard, definì la traccia un "inno potenziante", presentando le Itzy come un'alternativa ai loro coetanei, nonché "ritmi e generi veloci e frizzanti", evidenziando i suoi "crolli hip-hop" in tutto. Seung Park lo giudica come un "eclettico mashup di una versione matura di alcuni dei lavori più esoterici delle Red Velvet, delle Blackpink o l'estetica hip-hop delle 2NE1. Park la chiamò anche "K-Pop Pick of the Day", dicendo che è "una solida campana di apertura di quella che si preannuncia una lunga e interessante carriera". Lee Jeong-ho definì la canzone come una "fusione" dei "meriti di vari generi come EDM, house e hip hop".

## Video musicale
Il video musicale di Dalla Dalla, diretto dalla Naive Creative Production, venne caricato sul canale YouTube della JYP Entertainment l'11 febbraio 2019 e divenne il video di debutto più visto da un gruppo K-pop con 17,1 milioni di visualizzazioni in 24 ore, battendo il record stabilito da La Vie en Rose delle Iz One. Dalla Dalla detiene anche il record per il video musicale di debutto K-pop più veloce per raggiungere 100 milioni di visualizzazioni. Il video musicale è stato diretto dalla Naive Creative Production.

## Promozione
Le Itzy tennero una trasmissione dal vivo "The 1st Single Live Premiere" su V Live per commemorare il loro debutto, dove eseguirono la coreografia completa della canzone di Dalla Dalla per la prima volta. Il gruppo promosse Dalla Dalla in diversi programmi musicali in Corea del Sud, tra cui: M Countdown, Music Bank, Show! Music Core, Inkigayo e Show Champion, rispettivamente il 14, 15, 16, 17 e 20 febbraio.

## Successo commerciale
Dalla Dalla debuttò al numero 5 della Digital Chart della Gaon fino a raggiungere il numero 2, tre settimane dopo la sua uscita. Raggiunse anche raggiunto il numero 2, 2, 20 e 31 sulla K-pop Hot 100, sulla classifica delle vendite di canzoni digitali della Billboard World, sulla classifica dei singoli della RMNZ e sulla classifica di 100 di Billboard Billboard Japan Hot 100.

## Tracce
1. Dalla Dalla (달라달라?) – 3:21 (testo: Galactika – musica: Galactika, Athena)
2. Want It? – 3:21 (testo: Lee Seu-ran, Tommy Park – musica: Emile Ghantous, Keith Hetrick, Allison Gillis, Aimee Proal, Whitney Phillips, Erin Beck)

## Classifiche

### Classifiche settimanali
| Classifica (2019) | Posizione massima |
| ----------------- | ----------------- |
| Corea del Sud     | 2                 |
| Malaysia          | 8                 |
| Singapore         | 3                 |

### Classifiche annuali
| Classifica (2019) | Posizione |
| ----------------- | --------- |
| Corea del Sud     | 11        |

## Riconoscimenti
- Golden Disc Awards
  - 2020: "Digital Bonsang" a Dalla Dalla

### Premi dei programmi musicali

#### Dalla Dalla
- Inkigayo
  - 24 febbraio 2019[27]
  - 3 marzo 2019[28]
  - 10 marzo 2019[29]
- M Countdown
  - 21 febbraio 2019[30]
  - 7 marzo 2019[31]
- Music Bank
  - 8 marzo 2019[32]
  - 15 marzo 2019[33]
- Show! Eum-ak jungsim
  - 23 febbraio 2019[34]
  - 9 marzo 2019[35]